# Llywelyn ap Gruffydd
Llywelyn ap Gruffydd, někdy také zván Llywelyn Poslední (velšsky Llywelyn Ein Llyw Olaf; anglicky Llywelyn the Last, 1223? – 11. prosince 1282) byl posledním knížetem nezávislého Walesu předtím, než tato země byla ovládnuta anglickým králem Eduardem I.

## Život
Llywelyn byl druhým synem Gruffydda ap Llywelyn Fawra. Po smrti dědečka se stal králem severovelšského království Gwynedd jeho strýc Dafydd ap Llywelyn. Jeho otec Gruffydd a jeho bratr Owain byli zpočátku vězněni a poté předáni jako rukojmí Jindřicha III. Gruffydd zemřel při pokusu o útěk z londýnského Toweru roku 1244. Llywelyn a Owain se dohodli roku 1247 s Jindřichem III., který svolil k tomu, aby vládli v části Gwyneddského království. Později se Llywelyn s Owainem nepohodl; v červnu 1255 Llywelyn nad vojskem Owaina a jeho spojence Dafydda zvítězil a stal se tak samostatným panovníkem.
V Anglii Simon z Montfortu porazil roku 1264 v bitvě u Lewes královo vojsko a zajal krále. Llywelyn s ním začal roku 1265 jednat a nabídl mu 30 000 marek za trvalý mír a jeho uznání jako vládce Walesu. Po Montfortově smrti zahájil Llywelyn ve Walesu ofenzívu, aby využil času, než si anglický král upevní pozici. Roku 1267 podepsali oba mírovou dohodu z Montgomery, která Llywelyna uznala panovníkem celého Walesu. Cenou byl roční poplatek ve výši asi 30 000 marek. Llywelynovy ambice nesli nelibě někteří menší vládci především v jižním Walesu.

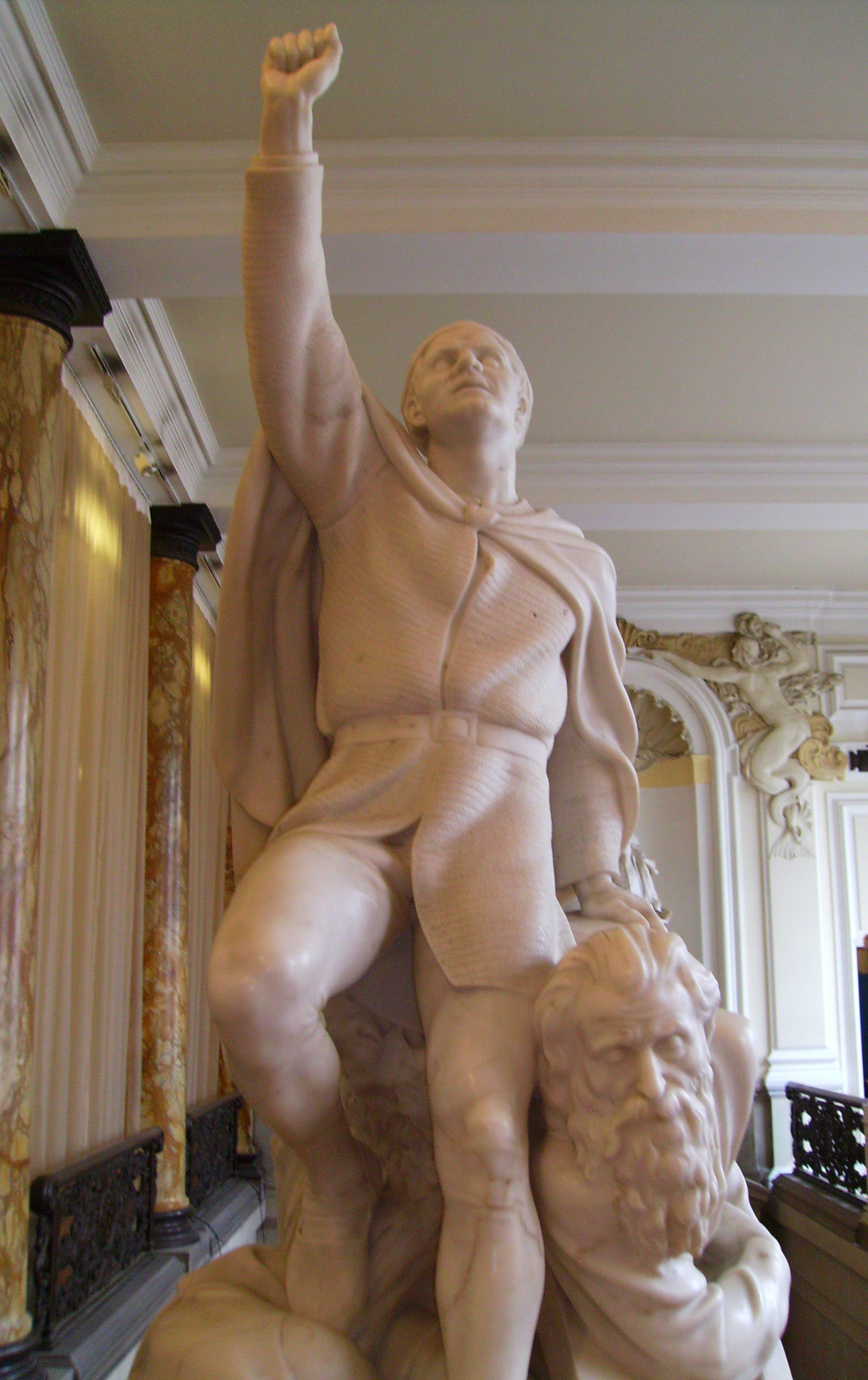
Llywelynova novodobá socha

Llywelyn si znepřátelil anglického krále Eduarda I. i tím, že nadále udržoval styky s rodem Montfortů a oženil se se Simonovou dcerou Eleonorou. Eduard ho roku 1276 prohlásil za vzbouřence a následující rok sestavil velkou armádu na tažení do Walesu. V létě 1277 část jeho vojska obsadila ostrov Anglesey a druhá se utábořila u Deganwy. Llywelynovo vojsko tím ztratilo zásoby potravin a on sám byl nucen jednat. Výsledkem bylo omezení jeho vlády pouze na Gwynedd.
Na počátku roku 1282 mnoho menších velšských panovníků, kteří roku 1277 podporovali Eduarda proti Llywelynovi, ztratili iluze o chování anglických důstojníků, napadli Angličany na hradu Hawarden a zahájili obléhání Rhuddlanu. Tato vzpoura se rozšířila i do jiných oblastí Walesu. Llywelyn, podle dopisu, který poslal arcibiskupu canterburskému, nebyl zapojen do plánování této rebelie. Nicméně cítil se zavázán podporovat svého bratra a tak vypukla válka.
Události měly podobný průběh jako roku 1277, když Eduard obsadil Anglesey a zabral úrodu. Llywelynovi bylo nabídnuto velké panství v Anglii, pokud se stáhne, ten to ale odmítl. Nechal Dafydda, aby zajistil obranu Gwyneddu a sám se vydal s vojskem na jih, aby tak otevřel další frontu. V bitvě u Orewin Bridge byl však v prosinci 1282 zabit. Přesné okolnosti nejsou známy, ale dobové prameny se shodují, že byl s malou skupinkou nejvěrnějších vylákán od svého vojska do pasti. Poté Eduard nechal Llywelynovi useknout hlavu, tu nabodnout na kopí, ukázat své armádě a následně poslat do Londýna, kde byla nad branou Toweru vystavena lidem k posměchu. Visela tam ještě řadu let.
Po Llywelynově smrti morálka velšského vojska opadla, a i když Dafydd odolával, byl následující rok poražen, zajat a popraven. Eduard poté Gwyneddu odňal veškeré královské insignie a roku 1301 svému následníku udělil titul prince z Walesu.